# Georgi Beregovoj
Georgi Timofejevitsj Beregovoj (Russisch: Гео́ргий Тимофе́евич Берегово́й) (oblast Poltava, 15 april 1921 – Moskou, 30 juni 1995) was een Russisch ruimtevaarder. Beregovoj’s eerste en enige ruimtevlucht was Sojoez 3 en begon op 26 oktober 1968. Doel van deze vlucht was om nieuwe boordsystemen, gewijzigd na de noodlottige vlucht van Sojoez 1 waarbij Vladimir Komarov het leven liet, uit te testen. 
Beregovoj werd in 1964 geselecteerd als astronaut en in 1982 ging hij als astronaut met pensioen. Hij ontving meerdere onderscheidingen en titels, waaronder 2x Held van de Sovjet-Unie en 2x de Leninorde.